# Дыра в моём сердце
«Дыра в моём сердце» (швед. Ett hål i mitt hjärta) — провокационная драма Лукаса Мудиссона (2004) о реалиях современного мира, жёстко обличающая его недостатки, в частности индустрию порнобизнеса.

## Сюжет
Рикард — обычного вида мужчина около 40 лет — вместе со своим другом Геко и пришедшей по объявлению Тэсс снимает любительский порнофильм в своей небольшой квартире где-то в Швеции. В это время его сын — одетый в чёрное малообщительный то ли эмо, то ли гот, подросток по имени Эрик с недоразвитой правой рукой — постоянно находится в своей комнате, где он судя по всему провёл всю жизнь, и перебирает дождевых червей в жестяной банке или слушает агрессивно-депрессивную экспериментальную электронику в наушниках.
Зрителям показываются съёмки порнофильма с участием обычных людей, их разговоры в перерывах, например о том, как пахнет между ног у Тэсс или как относится Эрик ко всему происходящему в общем и к своему отцу в частности.
Цветовое решение фильма выполнено в стилистике home-video, в результате чего провокационные сцены (сцены секса; Геко, блюющий в рот Тэсс; насилие) смотрятся ещё более отталкивающе. Особый «шарм» к ним добавляют эпизоды хирургической операции на женских гениталиях и саундтрек, представляющий собой разнообразные по стилю треки, в том числе давящий на зрителя экспериментал, который слушает Эрик.

## В ролях
| Актёр            | Роль   |
| ---------------- | ------ |
| Торстен Флинк    | Рикард |
| Бьёрн Альмрот    | Эрик   |
| Санна Бродинг    | Тэсс   |
| Горан Марьянович | Геко   |

## Интересные факты
- Фильм был снят за четыре недели в городе Тролльхеттан, Швеция.
- Съёмочная группа не давала никаких комментариев относительно сюжета фильма вплоть до самой премьеры 17 сентября 2004 года в Швеции.
- Первоначально съёмки фильма Мудиссон планировал провести в США и пригласить Кристину Агилеру и Сильвестра Сталлоне на роли Тэсс и Рикарда соответственно.
- В Швеции фильм получил категорию disturbing images film — последний раз эту категорию получал фильм 1976 года «Сало, или 120 дней Содома» Пазолини.
- Торстен Флинк заявил в интервью шведской газете Aftonbladet, что употреблял наркотики во время съёмок, чтобы преодолеть психологический барьер перед «трудными сценами». Также известно, что некоторые сцены насилия имели место на самом деле, а не являются актёрской игрой.
- Мудиссон сказал о фильме «Я приготовил вам вкусное блюдо, но я не собираюсь вам его разжевывать». Кроме того, он был против релиза фильма на DVD или VHS (хотя он и не мог на что-то повлиять), чтобы дети не смогли его посмотреть. Он также добавил: «в совершенном мире этот фильм не был бы снят»…